# Museu de Paleontologia de Monte Alto
O Museu de Paleontologia de Monte Alto "Prof. Antonio Celso de Arruda Campos" é um dos mais importantes espaços voltados à conservação e exposição de fósseis do Brasil. Localiza-se na cidade de Monte Alto, no interior do estado de São Paulo, ocupando uma área de 400 metros quadrados no interior do Centro Cívico e Cultural Dr. Elias Bahdur. O museu, inaugurado em 22 de julho de 1992, é mantido pela prefeitura de Monte Alto e possui convênios de cooperação científica com a Universidade Estadual Paulista e com a Universidade Federal do Rio de Janeiro.
O museu possui um acervo composto por aproximadamente 1.300 exemplares de fósseis de répteis e de outros animais pré-históricos, a maior parte proveniente de escavações realizadas na região, assentada sobre rochas sedimentares do período Cretáceo Superior. Conta com laboratório de conservação e restauro e com uma biblioteca especializada.
O Museu passou por reformas para melhorias, finalizadas em de maio de 2018.

## Histórico
O município de Monte Alto está localizado sobre rochas sedimentares do grupo Bauru do período Cretáceo Superior, com idade variando de 65 a 85 milhões de anos atrás. No final desse período ocorreu o desaparecimento dos grandes répteis chamados dinossauros, o que  representa o fim da era dos mesmos. A descoberta dos fósseis ocorreu de forma casual em 1985. Com diversas escavações realizadas, coletou-se grande número de exemplares em todos os afloramentos encontrados nessa região. São restos fósseis de animais que viveram há dezenas de milhões de anos, que despertaram grande interesse da comunidade científica. Desse modo surgiu a necessidade da construção de um museu para abrigar os fósseis recolhidos nos arredores da cidade e mesmo nas cidades vizinhas, provenientes de depósitos fossilíferos associáveis às formações Adamantina e Marília do Grupo Bauru, Cretáceo Superior continental da Bacia do Paraná.
Sua construção contou com apoio técnico de professores do Departamento de Geologia Sedimentar da UNESP - Campus de Rio Claro, do Departamento de Geologia do Instituto de Geociências da Universidade Federal do Rio de Janeiro, (com os quais tem convênios), do Departamento de Geologia e Paleontologia do Museu Nacional e da Prefeitura Municipal de Monte Alto. Originalmente, foi criado como parte do Museu Histórico e Paleontológico de Monte Alto, sendo posteriormente desmembrado. Atualmente, no Centro Cívico e Cultural “Dr. Elias Bahdur” (Avenida 15 de Maio, Praça do Centenário, s/n, Centro), além do Museu de Paleontologia e do Museu Histórico e Cultural "Dr. Fernando José Freire de Andrade", encontra-se o Museu de Arqueologia "Hypólito Barato".

## Acervo
O acervo do Museu é composto basicamente de ossos ou fósseis de dinossauros saurópodes, moluscos bivalves, tartarugas e crocodilos, todos do período cretáceo, recolhidos nos afloramentos da região e que estão distribuídos em cerca de 85 vitrines. Destacam-se o fóssil do Titanossauro, dinossauro herbívoro de grande porte atingindo cerca de 12 metros de comprimento e 10 toneladas de peso.
Conta também com fósseis da Chapada do Araripe – Ceará - e de outras localidades do Brasil, recebidos por doações de amigos e professores.
Entre as principais peças, estão o crocodilo hipercarnívoro Baurusuchus salgadoensis e a mais notória descoberta: Montealtosuchus arrudacamposi.

## Objetivos
O objetivo principal do museu é divulgar a ciência da paleontologia e geologia entre os estudantes, incentivando-os à pesquisa, bem como promover palestras e debates a respeito do assunto, incentivando os alunos a preservarem o ambiente e propagar o ecoturismo educativo.